# Ана Фокс
Ана Фокс (енгл. Ana Foxxx; 29. октобар 1988) америчка је порнографска глумица.
Рођена је у граду Ријалто (Калифорнија). Дебитовала је као глумица у индустрији порнографије 2012. године када је имала 24 године. Према сајту ИАФД глумила је у 35 порно-филмова.

## Награде и номинације
| Година | Категорија       | Резултат   | Награда               |
| ------ | ---------------- | ---------- | --------------------- |
| 2012   | Urban X Award    | номинација | Rising Star (Female)  |
| 2013   | AVN Award        | номинација | Best New Starlet      |
| 2013   | NightMoves Award | номинација | Best Ethnic Performer |
| 2014   | XBIZ Award       |            | Best New Starlet      |

## Изабрана филмографија
- Black Anal Addiction 2 (2011)
- Bartender (2013)
- Black Heat (2013)
- Sport Fucking 11 (2013)
- Pussy Workout 3 (2013)
- This Ain't Star Trek XXX 3